# Пергамос (Кипр)
Пергамос (греч. Πέργαμoς) / Беярмуду (тур. Beyarmudu) — деревня на острове Кипр, на территории частично признанного государства Турецкая Республика Северного Кипра (согласно мнению международного сообщества — в Республике Кипр). В административном плане имеет статус муниципалитета в составе района Газимагуса.
В Пергамосе расположен один из контрольно-пропускных пунктов Зелёной линии — буферной зоны ООН между греческой и турецкой частями острова.

## Географическое положение
Деревня находится в восточной части острова, в юго-западной части района, вблизи границы с британской военной базой Декелия, на высоте 92 метров над уровнем моря.
Пергамос расположен на расстоянии приблизительно 19 километров к западу-юго-западу (WSW) от Фамагусты, административного центра района.

## Население
По данным переписи 2006 года, численность населения Пергамоса составляла 3450 человека, из которых мужчины составляли 51,2 %, женщины — соответственно 48,8 %.

## Транспорт
Ближайший гражданский аэропорт расположен в городе Ларнака.